# Cuckoo Tye
Cuckoo Tye – osada w Anglii, w hrabstwie Suffolk, w dystrykcie Babergh. Leży 29 km na zachód od miasta Ipswich i 87 km na północny wschód od Londynu.